# 26665 Sidjena
26665 Sidjena este un asteroid din centura principală de asteroizi.

## Descriere
26665 Sidjena este un asteroid din centura principală de asteroizi. A fost descoperit pe 30 decembrie 2000 la Socorro, New Mexico, în cadrul proiectului LINEAR. Asteroidul prezintă o orbită caracterizată de o semiaxă mare de 2,40 ua, o excentricitate de 0,16 și o înclinație de 2,5° în raport cu ecliptica.